# Ivan Almeida
Ivan Freitas Almeida (Praia, 10 maggio 1989) è un cestista capoverdiano con cittadinanza portoghese.

## Carriera
Con Capo Verde ha disputato tre edizioni dei Campionati africani (2009, 2015, 2021).

## Palmarès

### Squadra
- Campionato polacco: 2

Włocławek: 2017-18, 2018-19
- Campionato portoghese: 2

Benfica: 2021-22, 2022-23
- Supercoppa polacca: 1

Włocławek: 2017
- Supercoppa del Portogallo: 1

Benfica: 2023

### Individuale
- MVP Supercoppa polacca: 1

Włocławek: 2017
- Polska Liga Koszykówki MVP: 1

Włocławek: 2017-18
- Polska Liga Koszykówki MVP final: 1

Włocławek: 2018-19